# Khúc côn cầu trên cỏ tại Thế vận hội Mùa hè
Khúc côn cầu, hay cụ thể hơn, khúc côn cầu trên cỏ, được đưa vào chương trình Thế vận hội với tư cách là một cuộc thi đấu của nam giới tại đại hội năm 1908 ở Luân Đôn, với sáu đội tuyển, bao gồm cả bốn đội tới từ Vương quốc Liên hiệp Anh và Ireland.

## Lịch sử
Khúc côn cầu trên cỏ bị loại khỏi Thế vận hội Mùa hè tại kỳ đại hội Paris năm 1924 vì thiếu một cơ quan quản lý thể thao quốc tế. Liên đoàn khúc côn cầu quốc tế (FIH, Fédération Internationale de Hockey) được thành lập tại Paris năm đó nhằm đáp trả việc loại bỏ khúc côn cầu khỏi danh sách các môn thi đấu. Khúc côn cầu trên cỏ nam sau đó trở thành môn thể thao thường trực kể từ Thế vận hội tiếp theo, năm 1928 tại Amsterdam.
Trong một thời gian dài, Ấn Độ chiếm ưu thế tại Thế vận hội khi giành huy chương vàng của nam tại bảy trong số tám kỳ Thế vận hội từ năm 1928 đến năm 1964. Sau đó, Pakistan cũng thể hiện ưu thế khi giành 3 huy chương vàng và 3 huy chương bạc từ năm 1956 tới 1984.
Kể từ năm 1968, nhiều đội tuyển khác nhau trên khắp thế giới đã giành về tấm huy chương vàng Thế vận hội. Kể từ năm 1968, một số quốc gia ở Nam bán cầu đã giành được nhiều huy chương khác nhau trong môn khúc côn cầu trên cỏ nam và nữ, bao gồm Úc, New Zealand, Argentina, và Zimbabwe. Một nhóm các đội tuyển hàng đầu tới từ Bắc bán cầu có thể kể tới như Hà Lan và Đức.
Tây Ban Nha là đội xuất hiện trong nhiều giải đấu nam Thế vận hội nhất mà không giành được huy chương vàng của nam nào, và chỉ ba lần giành huy chương bạc vào các năm 1980, 1996, 2008 và một huy chương đồng vào năm 1960. Úc đã trải qua 11 kỳ Thế vận hội không giành được tấm huy chương vàng nào trước khi lần đầu đạt được thành tích này vào năm 2004.
Giải đấu khúc côn cầu trên cỏ nữ Thế vận hội đầu tiên được tổ chức vào năm 1980 ở Moskva. Môn khúc côn cầu Thế vận hội lần đầu tiên diễn ra trên sân nhân tạo từ Thế vận hội Montréal 1976.
Trước năm 1988 các đội tham gia giải hoàn toàn là được ban tổ chức mời. FIH bắt đầu tổ một hệ thống vòng loại kể từ giải đấu năm 1992.

## Nam

### Tóm tắt
| 1908 Chi tiết | Luân Đôn, Anh Quốc       | · Anh Quốc · (Anh) | 8–1                      | · Anh Quốc · (Ireland) | · Anh Quốc · (Scotland) · Anh Quốc · (Wales) | [ a ]                  |                   | 6  |
| 1912          | Stockholm, Thụy Điển     | Không có giải đấu  | Không có giải đấu        | Không có giải đấu      | Không có giải đấu                            | Không có giải đấu      | Không có giải đấu |    |
| 1920 Chi tiết | Antwerp, Bỉ              | · Anh Quốc         | [ b ]                    | · Đan Mạch             | · Bỉ                                         | [ b ]                  | · Pháp            | 4  |
| 1924          | Paris, Pháp              | Không có giải đấu  | Không có giải đấu        | Không có giải đấu      | Không có giải đấu                            | Không có giải đấu      | Không có giải đấu |    |
| 1928 Chi tiết | Amsterdam, Hà Lan        | · Ấn Độ            | 3–0                      | · Hà Lan               | · Đức                                        | 3–0                    | · Bỉ              | 9  |
| 1932 Chi tiết | Los Angeles, Hoa Kỳ      | · Ấn Độ            | [ c ]                    | · Nhật Bản             | · Hoa Kỳ                                     | [ c ]                  |                   |    |
| 1936 Chi tiết | Berlin, Đức              | · Ấn Độ            | 8–1                      | · Đức                  | · Hà Lan                                     | 4–3                    | · Pháp            |    |
| 1948 Chi tiết | Luân Đôn, Anh Quốc       | · Ấn Độ            | 4–0                      | · Anh Quốc             | · Hà Lan                                     | 1–1 4–1 (Đấu lại)      | · Pakistan        |    |
| 1952 Chi tiết | Helsinki, Phần Lan       | · Ấn Độ            | 6–1                      | · Hà Lan               | · Anh Quốc                                   | 2–1                    | · Pakistan        |    |
| 1956 Chi tiết | Melbourne, Úc            | · Ấn Độ            | 1–0                      | · Pakistan             | · Đoàn thể thao Đức thống nhất               | 3–1                    | · Anh Quốc        |    |
| 1960 Chi tiết | Rome, Ý                  | · Pakistan         | 1–0                      | · Ấn Độ                | · Tây Ban Nha                                | 2–1                    | · Anh Quốc        |    |
| 1964 Chi tiết | Tokyo, Nhật Bản          | · Ấn Độ            | 1–0                      | · Pakistan             | · Úc                                         | 3–2 sau hiệp phụ       | · Tây Ban Nha     |    |
| 1968 Chi tiết | Thành phố México, México | · Pakistan         | 2–1                      | · Úc                   | · Ấn Độ                                      | 2–1                    | · Tây Đức         |    |
| 1972 Chi tiết | Munich, Tây Đức          | · Tây Đức          | 1–0                      | · Pakistan             | · Ấn Độ                                      | 2–1                    | · Hà Lan          |    |
| 1976 Chi tiết | Montreal, Canada         | · New Zealand      | 1–0                      | · Úc                   | · Pakistan                                   | 3–2                    | · Hà Lan          |    |
| 1980 Chi tiết | Moskva, Liên Xô          | · Ấn Độ            | 4–3                      | · Tây Ban Nha          | · Liên Xô                                    | 2–1                    | · Ba Lan          |    |
| 1984 Chi tiết | Los Angeles, Hoa Kỳ      | · Pakistan         | 2–1 sau hiệp phụ         | · Tây Đức              | · Anh Quốc                                   | 3–2                    | · Úc              |    |
| 1988 Chi tiết | Seoul, Hàn Quốc          | · Anh Quốc         | 3–1                      | · Tây Đức              | · Hà Lan                                     | 2–1                    | · Úc              |    |
| 1992 Chi tiết | Barcelona, Tây Ban Nha   | · Đức              | 2–1                      | · Úc                   | · Pakistan                                   | 4–3                    | · Hà Lan          |    |
| 1996 Chi tiết | Atlanta, Hoa Kỳ          | · Hà Lan           | 3–1                      | · Tây Ban Nha          | · Úc                                         | 3–2                    | · Đức             |    |
| 2000 Chi tiết | Sydney, Úc               | · Hà Lan           | 3–3 (5–4) Loạt đánh phạt | · Hàn Quốc             | · Úc                                         | 6–3                    | · Pakistan        |    |
| 2004 Chi tiết | Athens, Hy Lạp           | · Úc               | 2–1 sau hiệp phụ         | · Hà Lan               | · Đức                                        | 4–3 sau hiệp phụ       | · Tây Ban Nha     |    |
| 2008 Chi tiết | Bắc Kinh, Trung Quốc     | · Đức              | 1–0                      | · Tây Ban Nha          | · Úc                                         | 6–2                    | · Hà Lan          |    |
| 2012 Chi tiết | Luân Đôn, Anh Quốc       | · Đức              | 2–1                      | · Hà Lan               | · Úc                                         | 3–1                    | · Anh Quốc        |    |
| 2016 Chi tiết | Rio de Janeiro, Brasil   | · Argentina        | 4–2                      | · Bỉ                   | · Đức                                        | 1–1 (4–3) Sút luân lưu | · Hà Lan          |    |
| 2020 Chi tiết | Tokyo, Nhật Bản          | · Bỉ               | 1–1 (3–2) Sút luân lưu   | · Úc                   | · Ấn Độ                                      | 5–4                    | · Đức             | 12 |
| 2024 Chi tiết | Paris, Pháp              |                    |                          |                        |                                              |                        |                   | 12 |

### Thống kê tốp bốn
| Đội tuyển   | Vô địch                                            | Á quân                      | Hạng ba                           | Hạng tư                          |
| ----------- | -------------------------------------------------- | --------------------------- | --------------------------------- | -------------------------------- |
| Ấn Độ       | 8 (1928, 1932, 1936, 1948, 1952, 1956, 1964, 1980) | 1 (1960)                    | 2 (1968, 1972)                    |                                  |
| Đức         | 4 (1972, 1992, 2008, 2012)                         | 3 (1936, 1984, 1988)        | 4 (1928, 1956, 2004, 2016)        | 2 (1968, 1996)                   |
| Pakistan    | 3 (1960, 1968, 1984)                               | 3 (1956, 1964, 1972)        | 2 (1976, 1992)                    | 3 (1948, 1952, 2000)             |
| Anh Quốc    | 3 (1908*, 1920, 1988)                              | 2 (1908*, 1948)             | 4 (1908*, 1908*, 1952, 1984)      | 3 (1956, 1960, 2012*)            |
| Hà Lan      | 2 (1996, 2000)                                     | 4 (1928*, 1962, 2004, 2012) | 3 (1936, 1948, 1988)              | 5 (1972, 1976, 1992, 2008, 2016) |
| Úc          | 1 (2004)                                           | 3 (1968, 1976, 1992)        | 5 (1964, 1996, 2000*, 2008, 2012) | 2 (1984, 1988)                   |
| Argentina   | 1 (2016)                                           |                             |                                   |                                  |
| New Zealand | 1 (1976)                                           |                             |                                   |                                  |
| Tây Ban Nha |                                                    | 3 (1980, 1996, 2008)        | 1 (1960)                          | 2 (1964, 2004)                   |
| Bỉ          |                                                    | 1 (2016)                    | 1 (1920*)                         | 1 (1928)                         |
| Đan Mạch    |                                                    | 1 (1920)                    |                                   |                                  |
| Nhật Bản    |                                                    | 1 (1932)                    |                                   |                                  |
| Hàn Quốc    |                                                    | 1 (2000)                    |                                   |                                  |
| Liên Xô     |                                                    |                             | 1 (1980*)                         |                                  |
| Hoa Kỳ      |                                                    |                             | 1 (1932*)                         |                                  |
| Pháp        |                                                    |                             |                                   | 2 (1920, 1936)                   |
| Ba Lan      |                                                    |                             |                                   | 1 (1980)                         |

* = quốc gia chủ nhà

### Đội tuyển tham dự
| Đội tuyển                    | 1908 | 1920                  | 1928                  | 1932                  | 1936                  | 1948                  | 1952                  | 1956                  | 1960                  | 1964                  | 1968                  | 1972                  | 1976                  | 1980                  | 1984                  | 1988                  | 1992                  | 1996                  | 2000                  | 2004                  | 2008                  | 2012                  | 2016                  | 2020                  | Tổng số |
| ---------------------------- | ---- | --------------------- | --------------------- | --------------------- | --------------------- | --------------------- | --------------------- | --------------------- | --------------------- | --------------------- | --------------------- | --------------------- | --------------------- | --------------------- | --------------------- | --------------------- | --------------------- | --------------------- | --------------------- | --------------------- | --------------------- | --------------------- | --------------------- | --------------------- | ------- |
| Afghanistan                  | –    | –                     | –                     | –                     | 6                     | 8                     | –                     | 11                    | –                     | –                     | –                     | –                     | –                     | –                     | –                     | –                     | –                     | –                     | –                     | –                     | –                     | –                     | –                     | –                     | 3       |
| Argentina                    | –    | –                     | –                     | –                     | –                     | 5                     | –                     | –                     | –                     | –                     | 14                    | 14                    | 11                    | –                     | –                     | 8                     | 11                    | 9                     | 8                     | 11                    | –                     | 10                    | 1                     | Q                     | 12      |
| Úc                           | –    | –                     | –                     | –                     | –                     | –                     | –                     | 5                     | 6                     | 3                     | 2                     | 5                     | 2                     | –                     | 4                     | 4                     | 2                     | 3                     | 3                     | 1                     | 3                     | 3                     | 6                     | Q                     | 16      |
| Áo                           | –    | –                     | 9                     | –                     | –                     | 8                     | 7                     | –                     | –                     | –                     | –                     | –                     | –                     | –                     | –                     | –                     | –                     | –                     | –                     | –                     | –                     | –                     | –                     |                       | 3       |
| Bỉ                           | –    | 3                     | 4                     | –                     | 9                     | 5                     | 9                     | 7                     | 11                    | 11                    | 9                     | 10                    | 9                     | –                     | –                     | –                     | –                     | –                     | –                     | –                     | 9                     | 5                     | 2                     | Q                     | 15      |
| Brasil                       | –    | –                     | –                     | –                     | –                     | –                     | –                     | –                     | –                     | –                     | –                     | –                     | –                     | –                     | –                     | –                     | –                     | –                     | –                     | –                     | –                     | –                     | 12                    | –                     | 1       |
| Canada                       | –    | –                     | –                     | –                     | –                     | –                     | –                     | –                     | –                     | 13                    | –                     | –                     | 10                    | –                     | 12                    | 11                    | –                     | –                     | 10                    | –                     | 10                    | –                     | 11                    |                       | 7       |
| Trung Quốc                   | –    | –                     | –                     | –                     | –                     | –                     | –                     | –                     | –                     | –                     | –                     | –                     | –                     | –                     | –                     | –                     | –                     | –                     | –                     | –                     | 11                    | –                     | –                     | –                     | 1       |
| SNG                          | –    | –                     | –                     | –                     | –                     | –                     | –                     | –                     | –                     | –                     | –                     | –                     | –                     | –                     | –                     | –                     | 10                    | Không còn tồn tại     | Không còn tồn tại     | Không còn tồn tại     | Không còn tồn tại     | Không còn tồn tại     | Không còn tồn tại     | Không còn tồn tại     | 1       |
| Cuba                         | –    | –                     | –                     | –                     | –                     | –                     | –                     | –                     | –                     | –                     | –                     | –                     | –                     | 5                     | –                     | –                     | –                     | –                     | –                     | –                     | –                     | –                     | –                     | –                     | 1       |
| Đan Mạch                     | –    | 2                     | 5                     | –                     | 10                    | 11                    | –                     | –                     | 16                    | –                     | –                     | –                     | –                     | –                     | –                     | –                     | –                     | –                     | –                     | –                     | –                     | –                     | –                     | –                     | 5       |
| Đông Đức                     | –    | –                     | –                     | –                     | –                     | –                     | –                     | –                     | –                     | –                     | 11                    | –                     | –                     | –                     | –                     | –                     | Không còn tồn tại     | Không còn tồn tại     | Không còn tồn tại     | Không còn tồn tại     | Không còn tồn tại     | Không còn tồn tại     | Không còn tồn tại     | Không còn tồn tại     | 1       |
| Ai Cập                       | –    | –                     | –                     | –                     | –                     | –                     | –                     | –                     | –                     | –                     | –                     | –                     | –                     | –                     | –                     | –                     | 12                    | –                     | –                     | 12                    | –                     | –                     | –                     | –                     | 2       |
| Anh                          | 1    | Một phần của Anh Quốc | Một phần của Anh Quốc | Một phần của Anh Quốc | Một phần của Anh Quốc | Một phần của Anh Quốc | Một phần của Anh Quốc | Một phần của Anh Quốc | Một phần của Anh Quốc | Một phần của Anh Quốc | Một phần của Anh Quốc | Một phần của Anh Quốc | Một phần của Anh Quốc | Một phần của Anh Quốc | Một phần của Anh Quốc | Một phần của Anh Quốc | Một phần của Anh Quốc | Một phần của Anh Quốc | Một phần của Anh Quốc | Một phần của Anh Quốc | Một phần của Anh Quốc | Một phần của Anh Quốc | Một phần của Anh Quốc | Một phần của Anh Quốc | 1       |
| Phần Lan                     | –    | –                     | –                     | –                     | –                     | –                     | 9                     | –                     | –                     | –                     | –                     | –                     | –                     | –                     | –                     | –                     | –                     | –                     | –                     | –                     | –                     | –                     | –                     | –                     | 1       |
| Pháp                         | 6    | 4                     | 5                     | –                     | 4                     | 8                     | 11                    | –                     | 10                    | –                     | 10                    | 12                    | –                     | –                     | –                     | –                     | –                     | –                     | –                     | –                     | –                     | –                     | –                     |                       | 9       |
| Anh Quốc                     | –    | 1                     | –                     | –                     | –                     | 2                     | 3                     | 4                     | 4                     | 9                     | 12                    | 6                     | –                     | –                     | 3                     | 1                     | 6                     | 7                     | 6                     | 9                     | 5                     | 4                     | 9                     |                       | 17      |
| Đức                          | 5th  | –                     | 3rd                   | –                     | 2nd                   | –                     | 5th                   | –                     | –                     | –                     | –                     | –                     | –                     | –                     | –                     | –                     | 1st                   | 4th                   | 5th                   | 3rd                   | 1st                   | 1st                   | 3rd                   |                       | 11      |
| Hồng Kông                    | –    | –                     | –                     | –                     | –                     | –                     | –                     | –                     | –                     | 15th                  | –                     | –                     | –                     | –                     | –                     | –                     | –                     | –                     | –                     | –                     | –                     | –                     | –                     | –                     | 1       |
| Hungary                      | –    | –                     | –                     | –                     | 8th                   | –                     | –                     | –                     | –                     | –                     | –                     | –                     | –                     | –                     | –                     | –                     | –                     | –                     | –                     | –                     | –                     | –                     | –                     | –                     | 1       |
| Ấn Độ                        | –    | –                     | 1st                   | 1st                   | 1st                   | 1st                   | 1st                   | 1st                   | 2nd                   | 1st                   | 3rd                   | 3rd                   | 7th                   | 1st                   | 5th                   | 6th                   | 7th                   | 8th                   | 7th                   | 7th                   | –                     | 12th                  | 8th                   |                       | 20      |
| Ireland                      | 2nd  | –                     | –                     | –                     | –                     | –                     | –                     | –                     | –                     | –                     | –                     | –                     | –                     | –                     | –                     | –                     | –                     | –                     | –                     | –                     | –                     | –                     | 10th                  |                       | 2       |
| Ý                            | –    | –                     | –                     | –                     | –                     | –                     | 11th                  | –                     | 13th                  | –                     | –                     | –                     | –                     | –                     | –                     | –                     | –                     | –                     | –                     | –                     | –                     | –                     | –                     | –                     | 2       |
| Đội tuyển                    | 1908 | 1920                  | 1928                  | 1932                  | 1936                  | 1948                  | 1952                  | 1956                  | 1960                  | 1964                  | 1968                  | 1972                  | 1976                  | 1980                  | 1984                  | 1988                  | 1992                  | 1996                  | 2000                  | 2004                  | 2008                  | 2012                  | 2016                  | 2020                  | Tổng số |
| Nhật Bản                     | –    | –                     | –                     | 2nd                   | 7th                   | –                     | –                     | –                     | 14th                  | 7th                   | 13th                  | –                     | –                     | –                     | –                     | –                     | –                     | –                     | –                     | –                     | –                     | –                     | –                     | Q                     | 6       |
| Kenya                        | –    | –                     | –                     | –                     | –                     | –                     | –                     | 10th                  | 7th                   | 6th                   | 8th                   | 13th                  | –                     | –                     | 9th                   | 12th                  | –                     | –                     | –                     | –                     | –                     | –                     | –                     | –                     | 7       |
| Malaysia                     | –    | –                     | –                     | –                     | –                     | –                     | –                     | 9th                   | –                     | 9th                   | 15th                  | 8th                   | 8th                   | –                     | 10th                  | –                     | 9th                   | 11th                  | 11th                  | –                     | –                     | –                     | –                     |                       | 9       |
| México                       | –    | –                     | –                     | –                     | –                     | –                     | –                     | –                     | –                     | –                     | 16th                  | 16th                  | –                     | –                     | –                     | –                     | –                     | –                     | –                     | –                     | –                     | –                     | –                     | –                     | 2       |
| Hà Lan                       | –    | –                     | 2nd                   | –                     | 3rd                   | 3rd                   | 2nd                   | –                     | 9th                   | 7th                   | 5th                   | 4th                   | 4th                   | –                     | 6th                   | 3rd                   | 4th                   | 1st                   | 1st                   | 2nd                   | 4th                   | 2nd                   | 4th                   |                       | 18      |
| New Zealand                  | –    | –                     | –                     | –                     | –                     | –                     | –                     | 6th                   | 5th                   | 13th                  | 7th                   | 9th                   | 1st                   | –                     | 7th                   | –                     | 8th                   | –                     | –                     | 6th                   | 7th                   | 9th                   | 7th                   |                       | 12      |
| Pakistan                     | –    | –                     | –                     | –                     | –                     | 4th                   | 4th                   | 2nd                   | 1st                   | 2nd                   | 1st                   | 2nd                   | 3rd                   | –                     | 1st                   | 5th                   | 3rd                   | 6th                   | 4th                   | 5th                   | 8th                   | 7th                   | –                     |                       | 16      |
| Ba Lan                       | –    | –                     | –                     | –                     | –                     | –                     | 6th                   | –                     | 12th                  | –                     | –                     | 11th                  | –                     | 4th                   | –                     | –                     | –                     | –                     | 12th                  | –                     | –                     | –                     | –                     | –                     | 5       |
| Scotland                     | 3rd  | Một phần của Anh Quốc | Một phần của Anh Quốc | Một phần của Anh Quốc | Một phần của Anh Quốc | Một phần của Anh Quốc | Một phần của Anh Quốc | Một phần của Anh Quốc | Một phần của Anh Quốc | Một phần của Anh Quốc | Một phần của Anh Quốc | Một phần của Anh Quốc | Một phần của Anh Quốc | Một phần của Anh Quốc | Một phần của Anh Quốc | Một phần của Anh Quốc | Một phần của Anh Quốc | Một phần của Anh Quốc | Một phần của Anh Quốc | Một phần của Anh Quốc | Một phần của Anh Quốc | Một phần của Anh Quốc | Một phần của Anh Quốc | Một phần của Anh Quốc | 1       |
| Singapore                    | –    | –                     | –                     | –                     | –                     | –                     | –                     | 8th                   | –                     | –                     | –                     | –                     | –                     | –                     | –                     | –                     | –                     | –                     | –                     | –                     | –                     | –                     | –                     | –                     | 1       |
| Nam Phi                      | –    | –                     | –                     | –                     | –                     | –                     | –                     | –                     | –                     | –                     | –                     | –                     | –                     | –                     | –                     | –                     | –                     | 10th                  | –                     | 10th                  | 12th                  | 11th                  | –                     | Q                     | 5       |
| Hàn Quốc                     | –    | –                     | –                     | –                     | –                     | –                     | –                     | –                     | –                     | –                     | –                     | –                     | –                     | –                     | –                     | 10th                  | –                     | 5th                   | 2nd                   | 8th                   | 6th                   | 8th                   | –                     |                       | 6       |
| Liên Xô#                     | –    | –                     | –                     | –                     | –                     | –                     | –                     | –                     | –                     | –                     | –                     | –                     | –                     | 3rd                   | –                     | 7th                   | Không còn tồn tại     | Không còn tồn tại     | Không còn tồn tại     | Không còn tồn tại     | Không còn tồn tại     | Không còn tồn tại     | Không còn tồn tại     | Không còn tồn tại     | 2       |
| Tây Ban Nha                  | –    | –                     | 7th                   | –                     | –                     | 11th                  | –                     | –                     | 3rd                   | 4th                   | 6th                   | 7th                   | 6th                   | 2nd                   | 8th                   | 9th                   | 5th                   | 2nd                   | 9th                   | 4th                   | 2nd                   | 6th                   | 5th                   |                       | 17      |
| Thụy Sĩ                      | –    | –                     | 7th                   | –                     | 5th                   | 5th                   | 7th                   | –                     | 15th                  | –                     | –                     | –                     | –                     | –                     | –                     | –                     | –                     | –                     | –                     | –                     | –                     | –                     | –                     | –                     | 5       |
| Tanzania                     | –    | –                     | –                     | –                     | –                     | –                     | –                     | –                     | –                     | –                     | –                     | –                     | –                     | 6th                   | –                     | –                     | –                     | –                     | –                     | –                     | –                     | –                     | –                     | –                     | 1       |
| Uganda                       | –    | –                     | –                     | –                     | –                     | –                     | –                     | –                     | –                     | –                     | –                     | 15th                  | –                     | –                     | –                     | –                     | –                     | –                     | –                     | –                     | –                     | –                     | –                     | –                     | 1       |
| Đoàn thể thao Đức thống nhất | –    | –                     | –                     | –                     | –                     | –                     | –                     | 3rd                   | 7th                   | 5th                   | Không còn tồn tại     | Không còn tồn tại     | Không còn tồn tại     | Không còn tồn tại     | Không còn tồn tại     | Không còn tồn tại     | Không còn tồn tại     | Không còn tồn tại     | Không còn tồn tại     | Không còn tồn tại     | Không còn tồn tại     | Không còn tồn tại     | Không còn tồn tại     | Không còn tồn tại     | 3       |
| Hoa Kỳ                       | –    | –                     | –                     | 3rd                   | 11th                  | 11th                  | –                     | 12th                  | –                     | –                     | –                     | –                     | –                     | –                     | 11th                  | –                     | –                     | 12th                  | –                     | –                     | –                     | –                     | –                     | –                     | 6       |
| Wales                        | 3rd  | Một phần của Anh Quốc | Một phần của Anh Quốc | Một phần của Anh Quốc | Một phần của Anh Quốc | Một phần của Anh Quốc | Một phần của Anh Quốc | Một phần của Anh Quốc | Một phần của Anh Quốc | Một phần của Anh Quốc | Một phần của Anh Quốc | Một phần của Anh Quốc | Một phần của Anh Quốc | Một phần của Anh Quốc | Một phần của Anh Quốc | Một phần của Anh Quốc | Một phần của Anh Quốc | Một phần của Anh Quốc | Một phần của Anh Quốc | Một phần của Anh Quốc | Một phần của Anh Quốc | Một phần của Anh Quốc | Một phần của Anh Quốc | Một phần của Anh Quốc | 1       |
| Tây Đức                      | –    | –                     | –                     | –                     | –                     | –                     | –                     | –                     | –                     | –                     | 4th                   | 1st                   | 5th                   | –                     | 2nd                   | 2nd                   | Không còn tồn tại     | Không còn tồn tại     | Không còn tồn tại     | Không còn tồn tại     | Không còn tồn tại     | Không còn tồn tại     | Không còn tồn tại     | Không còn tồn tại     | 5       |
| Zimbabwe                     | –    | –                     | –                     | –                     | –                     | –                     | –                     | –                     | –                     | 11th                  | –                     | –                     | –                     | –                     | –                     | –                     | –                     | –                     | –                     | –                     | –                     | –                     | –                     | –                     | 1       |
| Tổng số                      | 6    | 4                     | 9                     | 3                     | 11                    | 13                    | 12                    | 12                    | 16                    | 15                    | 16                    | 16                    | 11                    | 6                     | 12                    | 12                    | 12                    | 12                    | 12                    | 12                    | 12                    | 12                    | 12                    | 12                    | 270     |

# = Các nhà nước hoặc các đội tuyển về sau tách thành hai hoặc nhiều quốc gia độc lập
45 đội tuyển đã thi đấu trong ít nhất một Thế vận hội.

## Nữ

### Tóm tắt
| 1980 Chi tiết | Moskva, Liên Xô        | · Zimbabwe    | [ g ]                  | · Tiệp Khắc  | · Liên Xô   | [ g ]                    | · Ấn Độ       |
| 1984 Chi tiết | Los Angeles, Hoa Kỳ    | · Hà Lan      | [ h ]                  | · Tây Đức    | · Hoa Kỳ    | (10–5) Loạt đánh phạt    | · Úc          |
| 1988 Chi tiết | Seoul, Hàn Quốc        | · Úc          | 2–0                    | · Hàn Quốc   | · Hà Lan    | 3–1                      | · Anh Quốc    |
| 1992 Chi tiết | Barcelona, Tây Ban Nha | · Tây Ban Nha | 2–1 sau hiệp phụ       | · Đức        | · Anh Quốc  | 4–3                      | · Hàn Quốc    |
| 1996 Chi tiết | Atlanta, Hoa Kỳ        | · Úc          | 3–1                    | · Hàn Quốc   | · Hà Lan    | 0–0 (4–3) Loạt đánh phạt | · Anh Quốc    |
| 2000 Chi tiết | Sydney, Úc             | · Úc          | 3–1                    | · Argentina  | · Hà Lan    | 2–0                      | · Tây Ban Nha |
| 2004 Chi tiết | Athens, Hy Lạp         | · Đức         | 2–1                    | · Hà Lan     | · Argentina | 1–0                      | · Trung Quốc  |
| 2008 Chi tiết | Bắc Kinh, Trung Quốc   | · Hà Lan      | 2–0                    | · Trung Quốc | · Argentina | 3–1                      | · Đức         |
| 2012 Chi tiết | Luân Đôn, Anh Quốc     | · Hà Lan      | 2–0                    | · Argentina  | · Anh Quốc  | 3–1                      | · New Zealand |
| 2016 Chi tiết | Rio de Janeiro, Brasil | · Anh Quốc    | 3–3 (2–0) Sút luân lưu | · Hà Lan     | · Đức       | 2–1                      | · New Zealand |
| 2020 Chi tiết | Tokyo, Nhật Bản        |               |                        |              |             |                          |               |

### Thống kê tốp bốn
| Đội tuyển   | Vô địch               | Á quân          | Hạng ba              | Hạng tư        |
| ----------- | --------------------- | --------------- | -------------------- | -------------- |
| Hà Lan      | 3 (1984, 2008, 2012)  | 2 (2004, 2016)  | 3 (1988, 1996, 2000) |                |
| Úc          | 3 (1988, 1996, 2000*) |                 |                      | 1 (1984)       |
| Đức         | 1 (2004)              | 2 (1984, 1992)  | 1 (2016)             | 1 (2008)       |
| Anh Quốc    | 1 (2016)              |                 | 2 (1992, 2012*)      | 2 (1988, 1996) |
| Tây Ban Nha | 1 (1992*)             |                 |                      | 1 (2000)       |
| Zimbabwe    | 1 (1980)              |                 |                      |                |
| Argentina   |                       | 2 (2000, 2012)  | 2 (2004, 2008)       |                |
| Hàn Quốc    |                       | 2 (1988*, 1996) |                      | 1 (1992)       |
| Trung Quốc  |                       | 1 (2008*)       |                      | 1 (2004)       |
| Tiệp Khắc   |                       | 1 (1980)        |                      |                |
| Liên Xô     |                       |                 | 1 (1980*)            |                |
| Hoa Kỳ      |                       |                 | 1 (1984*)            |                |
| New Zealand |                       |                 |                      | 2 (2012, 2016) |
| Ấn Độ       |                       |                 |                      | 1 (1980)       |

* = quốc gia chủ nhà

### Đội tuyển tham dự
| Đội tuyển   | 1980 | 1984 | 1988 | 1992              | 1996              | 2000              | 2004              | 2008              | 2012              | 2016              | 2020              | Tổng số |
| ----------- | ---- | ---- | ---- | ----------------- | ----------------- | ----------------- | ----------------- | ----------------- | ----------------- | ----------------- | ----------------- | ------- |
| Argentina   | –    | –    | 7th  | –                 | 7th               | 2nd               | 3rd               | 3rd               | 2nd               | 7th               | Q                 | 8       |
| Úc          | –    | 4th  | 1st  | 5th               | 1st               | 1st               | 5th               | 5th               | 5th               | 6th               |                   | 9       |
| Áo          | 5th  | –    | –    | –                 | –                 | –                 | –                 | –                 | –                 | –                 | –                 | 1       |
| Bỉ          | –    | –    | –    | –                 | –                 | –                 | –                 | –                 | 11th              | –                 |                   | 1       |
| Canada      | –    | 5th  | 6th  | 7th               | –                 | –                 | –                 | –                 | –                 | –                 |                   | 3       |
| Tiệp Khắc#  | 2nd  | –    | –    | –                 | Không còn tồn tại | Không còn tồn tại | Không còn tồn tại | Không còn tồn tại | Không còn tồn tại | Không còn tồn tại | Không còn tồn tại | 1       |
| Trung Quốc  | –    | –    | –    | –                 | –                 | 5th               | 4th               | 2nd               | 6th               | 9th               |                   | 5       |
| Đức         | –    | –    | –    | 2nd               | 6th               | 7th               | 1st               | 4th               | 7th               | 3rd               |                   | 7       |
| Anh Quốc    | –    | –    | 4th  | 3rd               | 4th               | 8th               | –                 | 6th               | 3rd               | 1st               |                   | 7       |
| Ấn Độ       | 4th  | –    | –    | –                 | –                 | –                 | –                 | –                 | –                 | 12th              |                   | 2       |
| Nhật Bản    | –    | –    | –    | –                 | –                 | –                 | 8th               | 10th              | 9th               | 10th              | Q                 | 5       |
| Hà Lan      | –    | 1st  | 3rd  | 6th               | 3rd               | 3rd               | 2nd               | 1st               | 1st               | 2nd               | Q                 | 10      |
| New Zealand | –    | 6th  | –    | 8th               | –                 | 6th               | 6th               | 12th              | 4th               | 4th               | Q                 | 8       |
| Ba Lan      | 6th  | –    | –    | –                 | –                 | –                 | –                 | –                 | –                 | –                 | –                 | 1       |
| Nam Phi     | –    | –    | –    | –                 | –                 | 10th              | 9th               | 11th              | 10th              | –                 | Q                 | 5       |
| Hàn Quốc    | –    | –    | 2nd  | 4th               | 2nd               | 9th               | 7th               | 9th               | 8th               | 11th              |                   | 8       |
| Liên Xô#    | 3rd  | –    | –    | Không còn tồn tại | Không còn tồn tại | Không còn tồn tại | Không còn tồn tại | Không còn tồn tại | Không còn tồn tại | Không còn tồn tại | Không còn tồn tại | 1       |
| Tây Ban Nha | –    | –    | –    | 1st               | 8th               | 4th               | 10th              | 7th               | –                 | 8th               |                   | 6       |
| Hoa Kỳ      | –    | 3rd  | 8th  | –                 | 5th               | –                 | –                 | 8th               | 12th              | 5th               |                   | 6       |
| Tây Đức     | –    | 2nd  | 5th  | Không còn tồn tại | Không còn tồn tại | Không còn tồn tại | Không còn tồn tại | Không còn tồn tại | Không còn tồn tại | Không còn tồn tại | Không còn tồn tại | 2       |
| Zimbabwe    | 1st  | –    | –    | –                 | –                 | –                 | –                 | –                 | –                 | –                 | –                 | 1       |
| Tổng số     | 6    | 6    | 8    | 8                 | 8                 | 10                | 10                | 12                | 12                | 12                | 12                | 104     |

# = các nhà nước có kể từ khi chia tách thành hai hoặc nhiều quốc gia độc lập
Úc và Hà Lan là đội tuyển duy nhất đã thi đấu tranh tài tại gần mỗi Thế vận hội, ngoại trừ chỉ có một kỳ; 21 đội tuyển đã thi đấu tranh tài trong ít nhất một Thế vận hội.

## Bảng tổng sắp huy chương

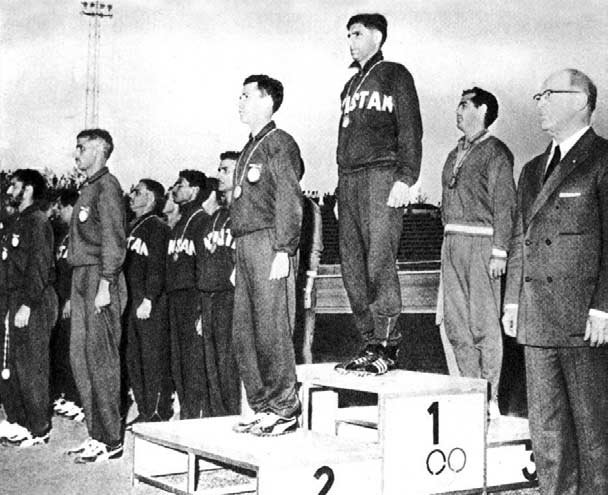
Lễ trao huy chương Thế vận hội Mùa hè 1960 tại Roma

### Tổng cộng
| Hạng                | Đoàn                               | Vàng | Bạc | Đồng | Tổng số |
| ------------------- | ---------------------------------- | ---- | --- | ---- | ------- |
| 1                   | Ấn Độ (IND)                        | 8    | 1   | 2    | 11      |
| 2                   | Hà Lan (NED)                       | 5    | 6   | 6    | 17      |
| 3                   | Úc (AUS)                           | 4    | 3   | 5    | 12      |
| 4                   | Anh Quốc (GBR)                     | 4    | 2   | 6    | 12      |
| 5                   | Đức (GER)                          | 4    | 2   | 4    | 10      |
| 6                   | Pakistan (PAK)                     | 3    | 3   | 2    | 8       |
| 7                   | Tây Ban Nha (ESP)                  | 1    | 3   | 1    | 5       |
| 8                   | Tây Đức (FRG)                      | 1    | 3   | 0    | 4       |
| 9                   | Argentina (ARG)                    | 1    | 2   | 2    | 5       |
| 10                  | New Zealand (NZL)                  | 1    | 0   | 0    | 1       |
| 10                  | Zimbabwe (ZIM)                     | 1    | 0   | 0    | 1       |
| 12                  | Hàn Quốc (KOR)                     | 0    | 3   | 0    | 3       |
| 13                  | Bỉ (BEL)                           | 0    | 1   | 1    | 2       |
| 14                  | Nhật Bản (JPN)                     | 0    | 1   | 0    | 1       |
| 14                  | Tiệp Khắc (TCH)                    | 0    | 1   | 0    | 1       |
| 14                  | Trung Quốc (CHN)                   | 0    | 1   | 0    | 1       |
| 14                  | Đan Mạch (DEN)                     | 0    | 1   | 0    | 1       |
| 18                  | Hoa Kỳ (USA)                       | 0    | 0   | 2    | 2       |
| 18                  | Liên Xô (URS)                      | 0    | 0   | 2    | 2       |
| 20                  | Đoàn thể thao Đức thống nhất (EUA) | 0    | 0   | 1    | 1       |
| Tổng số (20 đơn vị) | Tổng số (20 đơn vị)                | 33   | 33  | 34   | 100     |

### Nam
| Hạng                | Đoàn                         | Vàng | Bạc | Đồng | Tổng số |
| ------------------- | ---------------------------- | ---- | --- | ---- | ------- |
| 1                   | Ấn Độ                        | 8    | 1   | 2    | 11      |
| 2                   | Pakistan                     | 3    | 3   | 2    | 8       |
| 3                   | Anh Quốc                     | 3    | 2   | 4    | 9       |
| 4                   | Đức                          | 3    | 1   | 3    | 7       |
| 5                   | Hà Lan                       | 2    | 4   | 3    | 9       |
| 6                   | Úc                           | 1    | 3   | 5    | 9       |
| 7                   | Tây Đức                      | 1    | 2   | 0    | 3       |
| 8                   | Argentina                    | 1    | 0   | 0    | 1       |
| 8                   | New Zealand                  | 1    | 0   | 0    | 1       |
| 10                  | Tây Ban Nha                  | 0    | 3   | 1    | 4       |
| 11                  | Bỉ                           | 0    | 1   | 1    | 2       |
| 12                  | Hàn Quốc                     | 0    | 1   | 0    | 1       |
| 12                  | Nhật Bản                     | 0    | 1   | 0    | 1       |
| 12                  | Đan Mạch                     | 0    | 1   | 0    | 1       |
| 15                  | Hoa Kỳ                       | 0    | 0   | 1    | 1       |
| 15                  | Liên Xô                      | 0    | 0   | 1    | 1       |
| 15                  | Đoàn thể thao Đức thống nhất | 0    | 0   | 1    | 1       |
| Tổng số (17 đơn vị) | Tổng số (17 đơn vị)          | 23   | 23  | 24   | 70      |

### Nữ
| Hạng                | Đoàn                | Vàng | Bạc | Đồng | Tổng số |
| ------------------- | ------------------- | ---- | --- | ---- | ------- |
| 1                   | Hà Lan              | 3    | 2   | 3    | 8       |
| 2                   | Úc                  | 3    | 0   | 0    | 3       |
| 3                   | Đức                 | 1    | 1   | 1    | 3       |
| 4                   | Anh Quốc            | 1    | 0   | 2    | 3       |
| 5                   | Tây Ban Nha         | 1    | 0   | 0    | 1       |
| 5                   | Zimbabwe            | 1    | 0   | 0    | 1       |
| 7                   | Argentina           | 0    | 2   | 2    | 4       |
| 8                   | Hàn Quốc            | 0    | 2   | 0    | 2       |
| 9                   | Tiệp Khắc           | 0    | 1   | 0    | 1       |
| 9                   | Trung Quốc          | 0    | 1   | 0    | 1       |
| 9                   | Tây Đức             | 0    | 1   | 0    | 1       |
| 12                  | Hoa Kỳ              | 0    | 0   | 1    | 1       |
| 12                  | Liên Xô             | 0    | 0   | 1    | 1       |
| Tổng số (13 đơn vị) | Tổng số (13 đơn vị) | 10   | 10  | 10   | 30      |